# Plou (Spanyolország)
Plou település Spanyolországban, Teruel tartományban. Plou Huesa del Común, Blesa, Muniesa, Cortes de Aragón és Maicas községekkel határos. Lakosainak száma 46 fő (2024).

## Népesség
A település népessége az utóbbi években az alábbiak szerint változott:
| Lakosok száma | 45   | 49   | 53   | 47   | 48   | 46   | 45   | 43   | 47   | 46   |
|               | 2001 | 2004 | 2007 | 2009 | 2012 | 2014 | 2017 | 2019 | 2022 | 2024 |